# Sorostomasphaera
Sorostomasphaera es un género de foraminífero bentónico de la familia Lacustrinellidae, de la superfamilia Psammosphaeroidea, del suborden Saccamminina y del orden Astrorhizida. Su especie tipo es Sorostomasphaera waldronensis. Su rango cronoestratigráfico abarca el Silúrico medio.

## Discusión
Clasificaciones previas incluían Sorostomasphaera en la subfamilia Hemisphaerammininae, de la familia Hemisphaeramminidae, de la superfamilia Astrorhizoidea, así como en el suborden Textulariina del orden Textulariida, o bien en el Orden Lituolida.

## Clasificación
Sorostomasphaera incluye a las siguientes especies:
- Sorostomasphaera waldronensis †